# ليو سميت
ليو سميت (بالإنجليزية: Leo Smit)‏ هو عازف بيانو وملحن ومصور أمريكي، ولد في 12 يناير 1921، وتوفي في 12 ديسمبر 1999 بسبب قصور القلب.

## وصلات خارجية
- ليو سميت على موقع ميوزك برينز (الإنجليزية)
- ليو سميت على موقع أول ميوزيك (الإنجليزية)
- ليو سميت على موقع ديسكوغز (الإنجليزية)